# Justicia itatiaiensis
Justicia itatiaiensis är en akantusväxtart som beskrevs av Profice. Justicia itatiaiensis ingår i släktet Justicia och familjen akantusväxter. Inga underarter finns listade i Catalogue of Life.